# Prince noir (film, 1994)
Pour les articles homonymes, voir Prince noir et Black Beauty (homonymie).
Pour plus de détails, voir Fiche technique et Distribution.
Prince Noir (Black Beauty) est un film américano-britannique réalisé par Caroline Thompson, produit par Warner Bros, sorti en 1994. Il s'agit de la cinquième adaptation du roman Black Beauty d'Anna Sewell.

## Synopsis
Le poulain Prince noir naît dans une superbe propriété de la campagne anglaise et y passe sa jeunesse, jusqu'au jour où ses maîtres déménagent et se séparent de lui. Le cheval se retrouve alors embarqué dans des mésaventures qui le mènent des vertes prairies de son enfance aux rues sales de Londres…

## Fiche technique
- Titre original : Black Beauty
- Titre français et québécois : Prince noir
- Réalisation et scénario : Caroline Thompson
- D'après le roman de Anna Sewell
- Production : Peter Macgregor-Scott et Robert Shapiro (en)
- Musique : Danny Elfman
- Société de production : Warner Bros
- Photo : Alex Thomson
- Pays de production :  Royaume-Uni,  États-Unis
- Langue : anglais
- Dates de sortie : 
  - États-Unis : 29 juillet 1994
  - Royaume-Uni : 17 février 1995
  - France : 1995 (directement en vidéo)

## Distribution
- Alun Armstrong (VQ : Patrick Peuvion) : Reuben Smith
- Eleanor Bron (VQ : Élizabeth Lesieur) : Lady Wexmire
- Jim Carter (VQ : Jean-Marie Moncelet) : John Manly
- Peter Cook (VQ : Jean Fontaine) : Lord Wexmire
- Peter Davison (VQ : Claude Préfontaine) : L'écuyer Gordon
- Sean Bean : Le fermier Grey
- Andrew Knott (VQ : Inti Chauveau) : Joe Green
- John McEnery (VQ : Jacques Brouillet) : M. York
- Adrian Ross Magenty (VQ : Jacques Lavallée) : Lord George
- David Thewlis (VQ : Daniel Picard) : Jerry Barker
- Alfred Gordon : Anthony Walters
- Alan Cumming (VQ : Alain Zouvi) : Voix de Prince Noir
- Angus Barnett : Ned Burnham

Note : Le film ne fut pas doublé en France en raison de la grève des doubleurs-acteurs de 1994. Le doublage québécois fut utilisé pour les supports vidéo et les diffusions télévisées.

## Autour du film
- Le film était initialement prévu pour sortir au cinéma en France en décembre 1994, mais la sortie fut annulée, les distributeurs n'ayant pas trouvé de studio de doublage pour la version française, car la plupart étaient à l'époque en grève. Le film ne sortira en France qu'en 2000, directement en VHS et DVD, avec le doublage québécois.